# Emmanuel Courcol
Pour les articles homonymes, voir Courcol.
Emmanuel Courcol est un acteur, réalisateur et scénariste français né le 25 décembre 1957.

## Biographie

### Jeunesse et formation
Emmanuel Courcol passe son enfance et son adolescence à Angers. Élève au lycée David-d'Angers puis étudiant en droit, il découvre le théâtre au Conservatoire d'Angers et est reçu à l'ENSATT (école de la Rue Blanche) en 1981.

### Théâtre
Pendant une vingtaine d'années, il joue sur scène sous la direction entre autres de Jean-Louis Thamin, Roger Planchon, Didier Bezace, Robert Hossein, Marion Bierry.

### Cinéma
À partir des années 2000, il participe à l'écriture de scénarios en co écrivant quatre films avec Philippe Lioret et en collaborant avec Kamen Kalev, Arnaud Viard, François Favrat puis Edouard Bergeon.
En 2010, son scénario pour Welcome obtient le prix Jacques-Prévert du scénario ; il est nommé au César du meilleur scénario original.
Il passe à la réalisation en 2012, avec le court métrage Géraldine je t'aime, dans lequel joue Grégory Gadebois. En 2015, dans son premier long métrage, Cessez-le-feu, jouent, outre Gadebois, Romain Duris et Céline Sallette.
En 2021, Un triomphe, qui réunit à l'affiche Kad Merad, Marina Hands et Laurent Stocker, est présenté au festival de Cannes 2020, et reçoit plusieurs prix :  le Valois du public au festival du film francophone d'Angoulême et le prix de la meilleure comédie de l'année à la 33e cérémonie des prix du cinéma européen.
En 2024 sort son troisième long-métrage, En fanfare, co écrit avec Irène Muscari et avec dans les rôles principaux Benjamin Lavernhe, Pierre Lottin et Sarah Suco. Sélectionné au Festival de Cannes 2024 dans la catégorie Cannes Première, En fanfare a reçu de nombreux prix du public notamment au Festival International de San Sebastian, à Cinémania, au French film Festival Los Angeles et au FiFF de Namur. Il a également reçu sept nominations aux César 2024 dont meilleur scénario original et meilleur film.

## Filmographie

### Acteur

#### Longs métrages
- 1991 : La Pagaille de Pascal Thomas
- 1993 : L'Écrivain public de Jean-François Amiguet : le conducteur
- 1996 : Le Jaguar de Francis Veber
- 1998 : Zonzon de Laurent Bouhnik : gardien Gilles
- 1999 : 1999 Madeleine de Laurent Bouhnik
- 2001 : Mademoiselle de Philippe Lioret : Arthuis
- 2003 : Le Pharmacien de garde de Jean Veber : Jacques Desmoines
- 2004 : L'Équipier de Philippe Lioret : le curé
- 2006 : Je vais bien, ne t'en fais pas de Philippe Lioret : le médecin de Vigneux
- 2009 : Welcome de Philippe Lioret : le directeur du supermarché
- 2010 : Tête de turc de Pascal Elbé : le vendeur de prêt-à-porter
- 2011 : Toutes nos envies de Philippe Lioret : le docteur Stroesser
- 2019 : Au nom de la terre d'Édouard Bergeon : le notaire
- 2024 : La Promesse verte d'Édouard Bergeon : le ministre des affaires étrangères

#### Téléfilm
- 1997 : La Parenthèse de Jean-Louis Benoît : Sébastien

#### Séries télévisées
- 2001 : Le juge est une femme : Alexis - Calex (épisode Cœur solitaire)
- 2002 : L'Instit : le docteur Fulbert (saison 3, épisode 7 : Aurélie)
- 2003 : Avocats et Associés : le confrère Robert (épisode 13, rue des Lys)
- 2004 : À cran, deux ans après d’Alain Tasma : le médecin radiologiste
- 2004 : Sauveur Giordano : Michel Prévin (épisode Harcèlements)
- 2005 : Joséphine, ange gardien : Xavier Nevers (épisode Robe noire pour un ange)
- 2007 : Joséphine, ange gardien : Édouard (épisode Le Secret des Templiers)
- 2012 : Ainsi soient-ils : Patrick Le Megueur, le père de Yann

### Scénariste

#### Longs métrages
- 2001 : Mademoiselle de Philippe Lioret (adaptation, dialogue)
- 2004 : L'Équipier de Philippe Lioret (scénario original)
- 2009 : Welcome de Philippe Lioret (scénario original)
- 2011 : Toutes nos envies de Philippe Lioret (scénario, dialogue, adaptation)
- 2015 : Boomerang de François Favrat (scénario, adaptation)
- 2015 : Tête baissée de Kamen Kalev (scénario original)
- 2016 : Cessez-le-feu de lui-même (scénario original)
- 2019 : Je voudrais que quelqu'un m'attende quelque part d'Arnaud Viard (collaboration au scénario)
- 2019 : Au nom de la terre d'Édouard Bergeon (scénario, adaptation)
- 2021 : Un triomphe de lui-même (scénario original)
- 2022 : La Promesse verte d'Édouard Bergeon (scénario original)
- 2024 : En fanfare de lui-même (scénario original)

#### Court métrage
- 2012 : Géraldine je t'aime de lui-même (scénario original)

### Réalisateur

#### Longs métrages
- 2016 : Cessez-le-feu
- 2021 : Un triomphe
- 2021 : Boxer les mots (documentaire)
- 2024 : En fanfare

#### Court métrage
- 2012 : Géraldine je t'aime (court métrage)

## Distinctions

### Nominations
- César 2025 : meilleur scénario original et meilleur film pour En fanfare.